# Norodom Chantaraingsey
El príncep Norodom Chantaraingsey (Phnom Penh, 1924 o 1926 – c. 1976) va ser un membre de la família reial i nacionalista cambodjà. En un primer moment líder de la resistència guerrillera contra la colònia francesa, posteriorment es convertí en prominent general de les Forces Armades Nacionals Khmer (FANK) durant la Guerra civil cambodjana, així com en empresari i escriptor ocasional.
Es creu que Chantaraingsey va morir lluitant contra els Khmers rojos entre el 1975 i el 1976. No obstant, la seva data de defunció exacte és desconeguda.

## Biografia

### Cambodja colonial i Primera Guerra d'Indoxina
El príncep Norodom Chantaraingsey, net de Norodom de Cambodja i cosí del rei Norodom Suramarit, va néixer el 1926 a Phnom Penh. Era més petit que el fill de Suramarit, el futur rei Sihanouk. En el transcurs de la Segona Guerra Mundial va començar la seva carrera militar, quan els japonesos van ocupar el país, afiliant-se a les forces antifranceses patrocinades per Japó, dirigides per Son Ngoc Thanh. Després del final de la guerra i el retorn del domini colonial, Chantaraingsey va marxar a Tailàndia, convertint-se en un dels principals líders no comunista dels Khmer Issarak, capitanejant la resistència armada a les províncies de Kompong Speu i Kompong Thom, acompanyat d'una milícia privada. El 1949 va unir-se al Comitè d'Alliberament Nacional Khmer, on fou nomenat "Cap Suprem de l'Exèrcit", i a partir del 1951 es va associar amb les tropes de Son Ngoc Thanh a Siem Reap, tot i que va mantenir les seves pròpies unitats, actuant com a senyor de la guerra regional.
Pol Pot va descriure Chantaraingsey, qui havia lluitat contra els francesos aliat amb el Viet Minh i d'altres unitats khmers, com un personatge essencialment feudal en estil, essent els seus homes no gaire més que simples bandits. En un moment donat, els comunistes van arribar a considerar convertir Chantaraingsey en el principal candidat a rei, enlloc de Sihanouk, però finalment es va mostrar molt recelós de la influència vietnamita als quadres comunistes.
Tot i la seva rivalitat personal amb Sihanouk i la seva definició com a republicà, Chantaraingsey es va alinear amb el govern un cop Cambodja va aconseguir la independència, donant suport al règim de Sihanouk. No obstant, en veure's implicat en el suposat cop de Bangkok, juntament amb altres membres dels Issarak, Chantaraingsey va ser destituït del seu grau militar i va perdre el títol reial. Després de passar tres anys empresonat, temps en el qual va escriure diverses novel·les romàntiques ben rebudes per la crítica, Chantaraingsey va ser alliberat i va amassar una gran fortuna gràcies a diversos negocis que va emprendre, principalment a partir de que Sihanouk el nomenés com a director del casino estatal de la capital.

### Carrera a es Forces Armades Nacionals Khmer
Després de l'èxit en el cop d'estat contra Sihanouk de 1970, Lon Nol va nomenar Chantaraingsey comandant de la 13a brigada de les FANK (coneguda com la "Brigada Tigre", havent nascut Chantaraingesey l'any del Tigre), amb el rang de General de Brigada. Es va convertir en governador de la província de Kampong Speu, així com, molt possiblement, el comandant més efectiu de la posterior guerra civil. com quan lluitava amb els Issarak, Chantaraingsey va governar la província a través de la por; a més de portar a terme amb èxit un programa pacificador, les compres d'armes americanes a generals veïns van convertir les seves tropes en un contrapoder important pel govern de Lon Nol. A diferència de la majoria dels comandaments de les FANK, es va assegurar que els seus homes fossin ben tractats, alimentats i pagats regularment, motiu pel qual fou popular entre ells. Més endavant, el 1973, Der Spiegel va publicar que Chantaraingsey, utilitzant eslògans pseudomaoistes, feia servir els seus soldats per construir carreteres i canals d'irrigació per als granjers locals, motiu pel qual aquests li donaven porcions de la seva producció.
Després de la caiguda de Phnom Penh davant dels khmers rojos, el 17 d'abril de 1975, es creu que Chantaraingsey va retirar-se amb els seus homes cap al sector del Kirirom, on hi tenia molt suport per part de la població local. Algunes fonts consideren que va morir en aquella zona el maig, quan intentava arribar a la frontera tailandesa, però es va publicar que encara era viu, i continuava la resistència contra els khmers rojos, el juny de 1975, moment en què comandava uns 2.000 homes al sector de les muntanyes Cardamom. Alguns elements de la 13a Brigada de les FANK es trobaven, efectivament, lluitant en aquesta zona fins a finals de 1977. Fins al 1976 hi van haver rumors, provinents de cambodjans que fugien del pa´s, que soldats comandats per Chantaraingsey estaven resistint a les Cardamom. La data exacte de la mort de Chantaraingsey encara es desconeix; una publicació va assegurar que havia mort a finals de 1975 prop de Battambang en un intent per rescatar la seva muller, la qual havia estat presonera dels khmers rojos, mentre que d'altres suggereixen que va morir mentre lluitava des d'un APC al voltant de les muntanyes Dâmrei el 1976.
El 1973 el poeta i periodista James Fenton va ser convidat per Chantaraingsey a un banquet celebrat al camp de batalla; Fenton va utilitzar aquesta escena surrealista en un dels seus poemes més famosos, Dead Soldiers, destacant que l'ajudant de camp de Chantaraingsey era un germà de Pol Pot.
Chantaraingsey va estar casat amb Sisowath Samanvoraphong, filla del rei Sisowath Monivong. El nom personal "Chantaraingsey" deriva de chant(r)a, "lluna", i raingsey, "raig de llum", del sànscrit Chandra Ruangsiri.